# Бартків Богдан Михайлович
Бартків Богдан Михайлович (псевдонім — Б. Данько; 31 серпня 1938, с. Осташівці, нині Зборівського району Тернопільської області — 23 червня 1979, м. Тернопіль, похований у с. Осташівці) — український журналіст.

## Життєпис
У 1956 році закінчив Озернянську середню школу.
У 1959—1964 роках навчався на факультеті журналістики Львівського університету. Працював у Тернопільській обласній газеті «Вільне життя». Разом з Петром Перебийносом організував обласну молодіжну газету «Ровесник»; був у ній (до кінця 1966) відповідальним секретарем, завідувачем відділу, літературним редактором. Пізніше знову працював у редакції «Вільного життя».
Автор багатьох публікацій у республіканських та обласних періодичних виданнях.